# La Peau d'un autre (film, 1955)
Pour les articles homonymes, voir La Peau d'un autre.
Pour plus de détails, voir Fiche technique et Distribution.
La Peau d'un autre ou Le Gang du blues (Pete Kelly's Blues) est un film américain réalisé par Jack Webb et sorti en 1955.

## Synopsis
Le cornettiste de jazz Pete Kelly et ses Big Seven sont le groupe phare du 17 Club, un bar clandestin à Kansas City en 1927 pendant la Prohibition. Le patron du crime Fran McCarg s'installe sur la scène musicale locale et veut un pourcentage des maigres revenus du groupe. Lorsque le groupe résiste, Kelly décide de décliner le bras fort et de voir ce qui se passe. Après le dernier set de la nuit, Rudy, le directeur du club, ordonne à Kelly et au groupe de se rendre au manoir d'Ivy Conrad ( Janet Leigh ), une riche garçonne réputée pour organiser des soirées tapageuses. À contrecœur, Kelly arrive à la fête et laisse un message à McCarg pour l'appeler là-bas. Lorsque l'appel arrive, Kelly est occupée à repousser les avances d'Ivy. au lieu de cela, il est intercepté par le batteur ivre et colérique de Kelly, Joey Firestone ( Martin Milner ), qui refuse abusivement McCarg. Kelly et son groupe sont chassés de la route par des assaillants inconnus alors qu'ils rentrent en ville et Firestone est jeté hors de la voiture par-dessus son capot.
La nuit suivante, Firestone brutalise Guy Bettenhauser, le meilleur tueur à gages de McCarg. Kelly essaie désespérément de rafistoler les choses, mais en vain. Alors que le groupe termine son dernier numéro, deux hommes armés ont fait irruption par la porte d'entrée du club. Kelly tente de sauver Firestone en l'envoyant à l'arrière, mais Firestone est abattu dans la ruelle. Fatigué et frustré par le meurtre de son batteur et le départ ultérieur de son ami de longue date et clarinettiste, Al, Kelly retourne dans son appartement pour trouver Ivy endormie dans son lit. Bien qu'il essaie d'abord de la chasser, puis résiste à ses avances, les deux nouent une relation qui se transforme au fil des mois en fiançailles. Plus tard, tous les chefs de groupe locaux se réunissent secrètement pour décider comment répondre à la pression de McCarg. Lorsque Kelly réaffirme qu'il n'opposera aucune résistance, le reste s'effondre. Le détective George Tennel, qui tente de faire tomber McCarg, tente d'obtenir l'aide de Kelly mais est refusé. McCarg tente à nouveau de se lier d'amitié avec Kelly, lui disant que Bettenhauser a agi seul dans le meurtre de Firestone. Il appuie également sa copine, Rose Hopkins, un oiseau chanteur talentueux passé à la bouteille, sur le groupe. Son chant s'améliore rapidement, mais pas sa consommation d'alcool. Une nuit, saoulée, elle ne peut se résoudre à vaincre une foule indisciplinée et s'arrête au milieu de la chanson. Un McCarg enragé la poursuit dans sa loge et la bat insensée, la faisant dégringoler un escalier en tas. Kelly se tourne alors vers Tennel, qui l'informe que Bettenhauser a quitté la ville.
Al passe voir Kelly. Les deux en viennent aux mains sur les capitulations de Kelly, mais rafistolent les choses et Al rejoint le groupe. Dans un sursaut de colonne vertébrale, Kelly essaie d'acheter sa sortie, mais McCarg l'intimide pour qu'il continue. Pendant ce temps, Ivy, se sentant exclue par le dévouement de Kelly à sa musique, décide de suivre sa propre voie. Kelly reçoit un message pour rencontrer quelqu'un qui s'avère être Bettenhauser. Il dit à Kelly que c'est McCarg qui a ordonné la mort de Firestone, mais si Kelly peut trouver 1 200 $ à l'aube, il l'aidera à vaincre McCarg. Kelly est d'accord. Bettenhauser dit ensuite à Kelly qu'il peut trouver des chèques bancaires et des papiers incriminants dans le bureau de McCarg à la salle de bal Everglade. De retour au club, Kelly s'arme, mais est attaqué par une Ivy désemparée, qui veut une dernière danse avec lui. Il insiste sur le fait qu'il n'a pas le temps. Kelly tire sur un bureau dans le bureau de McCarg, mais avant qu'il ne puisse obtenir ce dont il a besoin, l' orchestrion bruyant de la salle de bal commence à retentir. Ivy est là, insistant sur sa danse. Kelly accepte avec inquiétude, mais se retrouve bientôt entouré de McCarg et de deux de ses torpilles. L'un d'eux est Bettenhauser, qui l'avait piégé. Une fusillade sauvage s'ensuit. Kelly se barricade derrière des tables en bois. Bettenhauser monte dans les chevrons pour obtenir un meilleur angle, mais se fait brancher. L'autre homme de McCarg essaie de tirer sur Kelly, mais Kelly lui jette une chaise, le faisant frapper et blesser mortellement McCarg à la place. Voyant cela, le tireur abandonne, disant qu'il n'a plus rien à gagner en risquant sa vie.
De retour au 17 Club, c'est comme d'habitude - le groupe joue de manière animée, Ivy et Pete se remettent ensemble, et Rudy trouve des moyens de couper plus de coins.

## Fiche technique
- Titre original : Pete Kelly's Blues
- Titre : La Peau d'un autre ; Le Gang du blues (titre alternatif)
- Réalisation : Jack Webb
- Scénario : Richard L. Breen
- Musique :  David Buttolph et Ray Heindorf (non crédités)
- Direction artistique : Harper Goff (supervision), Feild M. Gray
- Décors : John Sturtevant
- Costumes : Howard Shoup
- Photographie : Harold Rosson
- Montage : Robert M. Leeds
- Production : Jack Webb
- Société de production : Mark VII
- Société de distribution : Warner Bros.
- Pays de production :  États-Unis
- Langue : anglais
- Format : Couleurs (WarnerColor) - 35mm - 2,35:1 - Stéréo 4 pistes (RCA Sound Recording)
- Genre : Drame et film musical
- Durée : 95 minutes (1h35)
- Dates de sortie : 
  - États-Unis : 31 juillet 1955
  - France : 13 juin 1956[1]
- Affiche : Jean Mascii (France)

## Distribution
- Jack Webb (VF : Roger Rudel) : Pete Kelly
- Janet Leigh (VF : Nicole Riche) : Ivy Conrad
- Edmond O'Brien (VF : Claude Péran) : Fran McCarg
- Peggy Lee (VF : Denise Bosc) : Rose Hopkins
- Andy Devine (VF : Robert Dalban) : George Tenell
- Lee Marvin (VF : Raymond Loyer) : Al Gannaway
- Ella Fitzgerald (VF : Morena Casamance) : Maggie Jackson
- Martin Milner (VF : Michel François) : Joey Firestone
- John Dennis : Guy Bettenhouser
- Than Wyenn (VF : Pierre Leproux) : Rudy Shulak
- Herbert Ellis (VF : Michel André) : Bedido
- Mort Marshall (VF : Camille Guérini) : Cootie Jacobs
- Jayne Mansfield : la fille à la cigarette
- Nick Fatool : le batteur de jazz
- Jester Hairston (non crédité) : un proche aux funérailles

## Distinctions

### Nominations
- Oscars 1956 : Meilleure actrice dans un second rôle pour Peggy Lee